# چطور باید زندگی کرد
چطور باید زندگی کرد (به انگلیسی: How to live) (عنوان کامل کتاب: چطور باید زندگی کرد یا (سرگذشت مونتنی در یک سؤال و بیست جواب) کتابی است به قلم سارا بِیک وِل که توسط انتشارات چاتو و ویندوس در ۲۰۱۰ و انتشارات آدر پرس در ۲۰ سپتامبر ۲۰۱۱ به طبع رسید. کتاب، سرگذشت نجیب‌زاده، خمَّار و مقاله‌پردازی به نام میشل اکم دو مونتنی است. سارا بیکول در این کتاب «سرگذشت مونتنی را در برابر پرسش‌هایی که او در امتداد زندگی پیش می‌کشد، بخش بخش و طرح‌ریزی می‌کند» و پاسخ سئوالات مزبور را بر اساس مقالات مونتنی ترسیم می‌نماید.

## مطالب
مطابق گزارشی که انتشارات آدر پرس در صفحه تارنگار خود نوشته، چطور باید زندگی کرد، به این مطالب می‌پردازد: چگونه با مردم کنار بیاییم، چطور با خشونت روبرو شویم، چطور خود را با غم از دست دادن یاری عزیز وفق دهیم؟ - این پرسش‌ها تقریباً در زندگی همه افراد مطرح می‌گردد. همه این سئوالات، نسخه‌هایی از یک پرسش بزرگترند: چطور باید زندگی کرد، پرسش مزبور هیچ‌یک از نویسندگان عصر نوزایی یا رنسانس را به اندازه میشل اکم دو مونتنی، که به نظر خیلی‌ها نخستین فرد واقعاً مدرن است، آزار نمی‌داد. بر خلاف آنچه که تا قبل از او نوشته شده بود، مونتنی کاوش‌های پرسه‌زنانه فکر و تجربه خود را، به روی کاغذ آورد. با گذشت متجاوز از چهارصد سال، صداقت و گیرایی مونتنی کماکان افراد را مجذوب او می‌سازد. چطور باید زندگی کرد، علاوه بر خلاصه کردن حیات و آثار مونتنی، با بحث از رواقیون، اپیکوریها و شکاکیون و تعلیماتشان در باب تمرکز حواس از طریق آتاراکسیا (تعادل یا در دست داشتن زمام هیجانات عاطفی)، زمینه‌ای ایدئولوژیک را مطرح می‌کند. افزون بر این، کتاب مزبور زمینه‌ای تاریخی را مطرح می‌کند که روزگار مونتنی، یعنی دوران آرمان‌های رو به افول، زمانی که امیدهای بلند رنسانس به تعبیر بیکول «به خشونت، ستمگری و الهیات افراطی مبدّل گشت». بیکول تفسیر خودش از زندگی و آثار مونتنی را نیز پیش می‌کشد. مثلاً او مدّعی است که ایده دربارهٔ خودْ نوشتن از ابداعات مونتنی است. باز از جمله برداشت‌های شخصی سارا بیکول این است که مونتنی "از همانجا ضربه خورد که نقطه قوّت او بود": آموزش نامتعارف او به حصر گفتگو در زبان لاتین، هم او را متفکّری مستقل بار آورد و هم از او اندیشمندی منتزع و منزوی ساخت.

## استقبال از کتاب
چطور باید زندگی کرد جایزه محفل منتقدین نشنال بوک برای زندگینامه را از آن خود کرد و در مجموع مورد استقبال شایانی قرار گرفت. از کتاب مزبور چونان یک اثر خودْیاری ادبی تمجید شده است. آدام ثورپ در گاردین در نقد خود از این کتاب نوشت که اثر یادشده «با چیره‌دستی از جریان پیوسته نثر مونتنی، راهنمایی برای زندگی، گلچین می‌کند.» در عین حال دنیس هریتو آن را «ادبی‌ترین کتاب خودْیاری که می‌توان پیدا کرد» می‌نامدش.